# Oda (Ehime)
El Pueblo de Oda (小田町 Oda-chō?) fue un pueblo del Distrito de Kamiukena en la Región de Chuyo (中予地方 Chūyo-chihō?) de la Prefectura de Ehime. Actualmente es parte del Pueblo de Uchiko, por lo que cambió de Distrito al Distrito de Kita en la Región de Nanyo (南予地方 Nanyo-chihō?) de la Prefectura.

## Características
Limitaba con el Pueblo de Uchiko del Distrito de Kita, la Villa de Hirota (actualmente parte del Pueblo de Tobe) del Distrito de Iyo, la Villa de Kawabe (actualmente parte de la Ciudad de Oozu) del Distrito de Kita, el Pueblo de Nomura (en la actualidad es parte de la Ciudad de Seiyo) del extinto Distrito de Higashiuwa; el Pueblo de Kuma y las villas de Mikawa y Yanadani, las tres del Distrito de Kamiukena y en la actualidad forman el Pueblo de Kumakogen.
Corresponde a la cuenca del curso superior del Río Oda (小田川 Oda-gawa?), que es uno de los afluentes del Río Hiji (肱川 Hiji-kawa?). Se encuentra en una zona montañosa, cuyas alturas varían entre los 900 m en la zona occidental a los 1,500 en la zona oriental.
El centro del pueblo corresponde al distrito Machimura (町村?), que tras la fusión de los pueblos de Uchiko, Ikazaki y Oda pasó a llamarse distrito Oda.

## Historia
- 1878: el Distrito de Ukena (浮穴郡 Ukena-gun?) es dividido en los distritos de Kamiukena (上浮穴郡 Kamiukena-gun?) y Shimoukena (下浮穴郡 Shimoukena-gun?), el Pueblo de Oda es incluido en el Distrito de Kamiukena.
- 1889: se fusionan las villas de Kamigawa (上川村 Kamigawa-mura?), Nakagawa (中川村 Nakagawa-mura?), Hongawa (本川村 Hongawa-mura?), formando la Villa de Sangawa (参川村 Sangawa-mura?).
- 1889: se fusionan las villas de Oohira (大平村 Oohira-mura?), Hinokawa (日野川村 Hinokawa-mura?), Machimura (町村 Machi-mura?) y Tera (寺村 Tera-mura?), formando la Villa de Odamachi (小田町村 Odamachi-mura?).
- 1889: se fusionan las villas de Tateishi (立石村 Tate'ishi-mura?) y Nanzan (南山村 Nanzan-mura?), formando la Villa de Ishiyama (石山村 Ishiyama-mura?).
- 1889: se fusionan las villas de Yoshinokawa (吉野川村 Yoshinokawa-mura?), Nakatado (中田渡村 Nakatado-mura?), Kamitado (上田渡村 Kamitado-mura?) y Usuki (臼杵村 Usuki-mura?), formando la Villa de Tado (田渡村 Tado-mura?).
- 1943: el 1° de abril la Villa de Odamachi absorbe la Villa de Ishiyama.
- 1955: el 31 de marzo se fusionan las villas de Tado, Sangawa y Odamachi, formando el Pueblo de Oda.
- 1958: en noviembre se inaugura el edificio del Ayuntamiento (actual Dependencia Oda del Ayuntamiento del Pueblo de Uchiko).
- 1974: se inaugura el centro de esquí.
- 2005: el 1° de enero es absorbida junto al Pueblo de Ikazaki por el Pueblo de Uchiko.